# There Goes My Baby (canção)
"There Goes My Baby" é uma canção do cantor norte-americano Usher. Foi escrita por James Scheffer, Frank Romano, Danny Morris e Rico Love, com o último produzindo-a com Jim Jonsin. A canção foi inicialmente lançada como segundo single promocional de seu sexto álbum de estúdio, Raymond v. Raymond (2010), em 9 de fevereiro de 2010, sendo depois enviada às rádios rítmicas e urbanas estadunidenses como quarto single do álbum em 15 de junho de 2010. Foi posteriormente incluída no extended play (EP) Versus. "There Goes My Baby" é uma faixa de R&B de ritmo lento, que faz uso do alcance do falsete de Usher.
A canção alcançou a 25ª posição da Billboard Hot 100, ao passo que atingiu o topo da tabela Hot R&B/Hip-Hop Songs, rendendo ao cantor seu 11º número um na tabela, empatando-lhe com Ray Charles e R. Kelly com o quinto maior número de canções que atingiram o topo desde a criação da tabela. O videoclipe que acompanha a canção apresenta Usher perseguindo seu interesse amoroso em cenas picantes. Usher cantou a música várias vezes, incluindo no BET Awards de 2010. A canção também rendeu a Usher o prêmio de Melhor Performance Vocal Masculina de R&B no 53º Grammy Awards.

## Performances ao vivo
Usher cantou a música em Lopez Tonight em 2 de Junho de 2010 Ele é realizado ao vivo em iHeartradio, acompanhado de seus singles de sucesso, incluindo "Hey Daddy (Daddy's Home)", o sucesso "Love in This Club" (2008), e um cover do single de Stevie Wonder  de 1981, "That Girl". Usher também cantou a canção no BET Awards 2010.

## Vídeo Musical
O vídeo da música "There Goes My Baby" foi filmado em 16 de Junho de 2010 e dirigido por Anthony Mandler. O vídeo estreou na 106 & Park e Vevo em 13 de Julho de 2010.

## Desempenho nas paradas
A canção estreou na Billboard Hot 100 no número 71, e alcançou o número 25 na Billboard Hot 100 e número 2 no U.S R&B/Hip-Hop. Depois de alcançar o Top 10 no U.S R&B/Hip-Hop, que se tornou o quarto single de Usher de Raymond vs. Raymond para se tornar um hit no Top 10, um feito sem paralelo por ele desde seu álbum Confessions.

## Faixas
- Download digital[3]

1. "There Goes My Baby" - 4:44

## Gráficos
| Parada (2010)            | Posição |
| ------------------------ | ------- |
| US Billboard Hot 100     | 25      |
| US Hot R&B/Hip-Hop Songs | 2       |